# World Badminton Grand Prix 1991
Der World Badminton Grand Prix 1991 war die 9. Auflage des World Badminton Grand Prix. Zum Abschluss der Serie fand ein Finale statt.

## Die Sieger
| Veranstaltung       | Herreneinzel           | Dameneinzel              | Herrendoppel                         | Damendoppel                      | Mixed                                |
| ------------------- | ---------------------- | ------------------------ | ------------------------------------ | -------------------------------- | ------------------------------------ |
| Chinese Taipei Open | Hermawan Susanto       | Susi Susanti             | Razif Sidek Jalani Sidek             | Kimiko Jinnai Hisako Mori        | Thomas Lund Pernille Dupont          |
| Japan Open          | Ardy Wiranata          | Huang Hua                | Park Joo-bong Kim Moon-soo           | Gillian Clark Gillian Gowers     | Park Joo-bong Chung Myung-hee        |
| Korea Open          | Wu Wenkai              | Huang Hua                | Park Joo-bong Kim Moon-soo           | Chung So-young Hwang Hye-young   | Park Joo-bong Chung Myung-hee        |
| Swiss Open          | Pär-Gunnar Jönsson     | Elena Rybkina            | Pär-Gunnar Jönsson Stellan Österberg | Katrin Schmidt Kerstin Ubben     | Michael Keck Anne-Katrin Seid        |
| Swedish Open        | Ardy Wiranata          | Susi Susanti             | Cheah Soon Kit Soo Beng Kiang        | Gillian Clark Nettie Nielsen     | Thomas Lund Pernille Dupont          |
| All England         | Ardy Wiranata          | Susi Susanti             | Li Yongbo Tian Bingyi                | Chung So-young Hwang Hye-young   | Park Joo-bong Chung Myung-hee        |
| Finnish Open        | Liu Jun                | Tang Jiuhong             | Chen Kang Chen Hongyong              | Gillian Clark Nettie Nielsen     | Henrik Svarrer Maria Bengtsson       |
| Malaysia Open       | Rashid Sidek           | Sarwendah Kusumawardhani | Park Joo-bong Kim Moon-soo           | Hwang Hye-young Chung So-young   | Lee Sang-bok Chung So-young          |
| Indonesia Open      | Ardy Wiranata          | Susi Susanti             | Kim Moon-soo Park Joo-bong           | Chung Myung-hee Hwang Hye-young  | Thomas Lund Pernille Dupont          |
| Singapur Open       | Bambang Suprianto      | Huang Hua                | Park Joo-bong Kim Moon-soo           | Chung Myung-hee Chung So-young   | Thomas Lund Pernille Dupont          |
| Canadian Open       | Steve Butler           | Elena Rybkina            | Jalani Sidek Razif Sidek             | Gillian Gowers Sara Sankey       | Nick Ponting Gillian Gowers          |
| US Open             | Steve Butler           | Shim Eun-jung            | Jalani Sidek Razif Sidek             | Shim Eun-jung Kang Bok-seung     | Lee Sang-bok Shim Eun-jung           |
| Dutch Open          | Poul-Erik Høyer Larsen | Sarwendah Kusumawardhani | Eddy Hartono Rudy Gunawan            | Gillian Gowers Sara Sankey       | Henrik Svarrer Marlene Thomsen       |
| German Open         | Poul-Erik Høyer Larsen | Huang Hua                | Eddy Hartono Rudy Gunawan            | Christine Magnusson Lim Xiaoqing | Thomas Lund Pernille Dupont          |
| Denmark Open        | Hermawan Susanto       | Susi Susanti             | Zheng Yumin Huang Zhanzhong          | Nettie Nielsen Gillian Gowers    | Thomas Lund Pernille Dupont          |
| Thailand Open       | Alan Budikusuma        | Susi Susanti             | Eddy Hartono Rudy Gunawan            | Hwang Hye-young Gil Young-ah     | Lee Sang-bok Chung So-young          |
| China Open          | Alan Budikusuma        | Huang Hua                | Li Yongbo Tian Bingyi                | Chung Myung-hee Hwang Hye-young  | Liu Jianjun Wang Xiaoyuan            |
| Hong Kong Open      | Liu Jun                | Huang Hua                | Lee Sang-bok Shon Jin-hwan           | Hwang Hye-young Gil Young-ah     | Lee Sang-bok Shim Eun-jung           |
| Scottish Open       | Darren Hall            | Lim Xiaoqing             | Jon Holst-Christensen Thomas Lund    | Christine Magnusson Lim Xiaoqing | Jon Holst-Christensen Grete Mogensen |
| Grand Prix Finale   | Zhao Jianhua           | Susi Susanti             | Jalani Sidek Razif Sidek             | Hwang Hye-young Chung Myung-hee  | Thomas Lund Pernille Dupont          |